# Johan van der Keuken

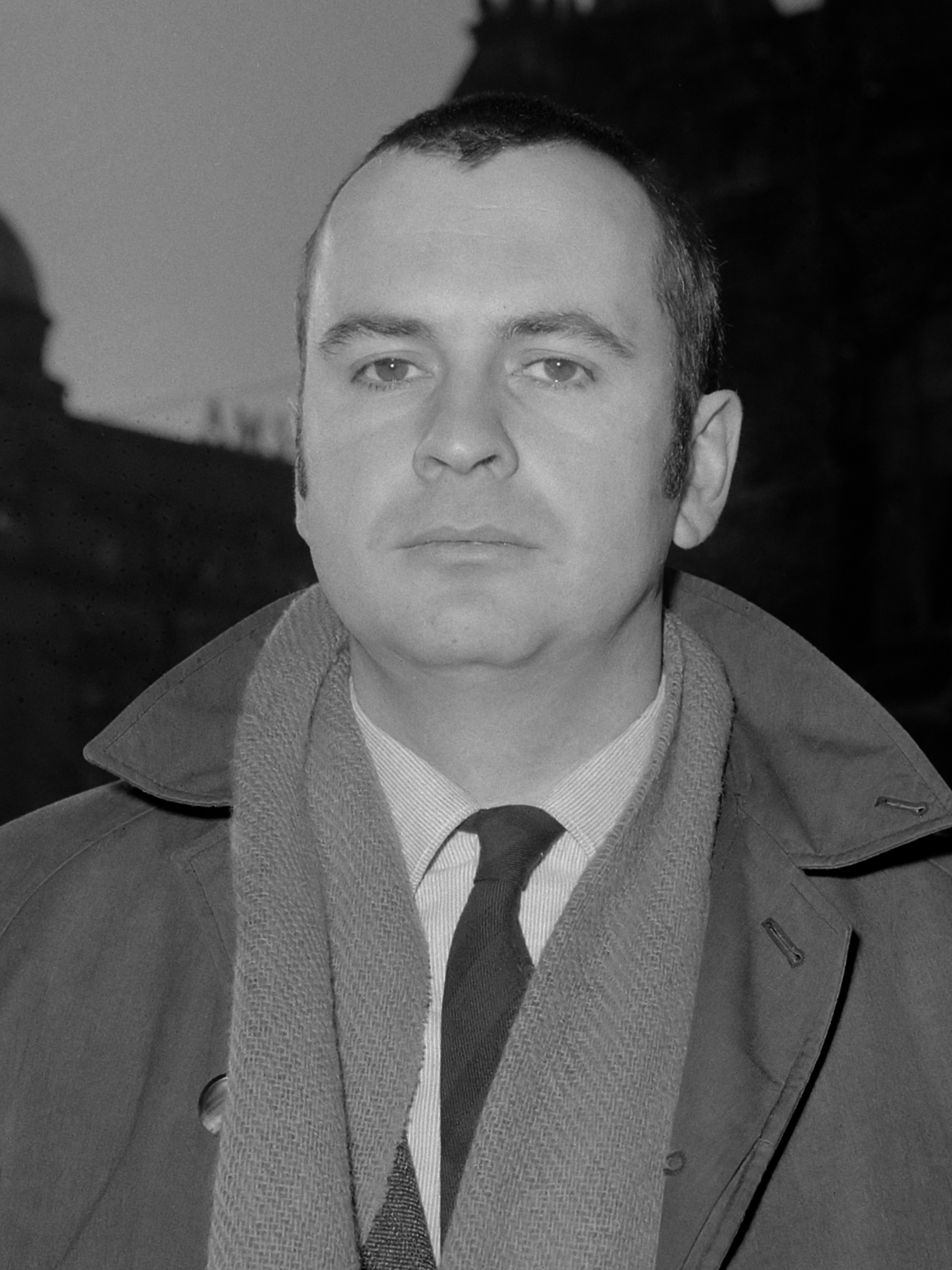
Johan van der Keuken (1965)

Johan van der Keuken (* 4. April 1938 in Amsterdam; † 7. Januar 2001 ebenda) war ein niederländischer Dokumentarfilmer und Fotograf.

## Leben
Van der Keuken studierte von 1956 bis 1958 in Paris am Institut des hautes études cinématographiques (IDHEC). Als Regisseur (und zumeist zugleich auch Kameramann) drehte er 55 Filme, darunter ein vierstündiges Porträt seiner Heimatstadt („Amsterdam Global Village“), aber auch zwei Filme über blinde Kinder („Blind kind“ und „Herman Slobbe / Blind Kind II“) und ein Porträt über den zuletzt in den Niederlanden lebenden Jazzmusiker Ben Webster.
Viele seiner Filme wurden für den öffentlich-rechtlichen Rundfunk der Niederlande produziert, vor allem für VPRO, aber auch für das Kultusministerium der Niederlande.
Sein letzter Film „De grote Vakantie“ („Der lange Urlaub“) entstand anlässlich einer Reise nach Bhutan, nachdem sein Arzt ihm mitteilte, dass er aufgrund einer Krebserkrankung nur noch wenige Jahre leben würde. In diesem Film geht es um die Veränderung von Zeit und Raum durch eine Krankheit, aber auch um die Suche nach dem Sinn und die Hoffnung auf einen großen Zusammenhang aller Dinge.
Seinen Ruf als international herausragender Dokumentarfilmer verdankte er einer vielschichtigen Montagetechnik. Seit 1982 führte er auch Filmkonzerte mit dem Willem Breuker Kollektief durch.
Die Fotoarbeiten und Zeichnungen van der Keukens wurden von seiner Witwe Noshka van der Lely dem Nederlands Fotomuseum übergeben.

## Preise und Auszeichnungen
- 1986 – Josef-von-Sternberg-Preis der Internationalen Filmwoche Mannheim für I love dollars
- 1978 – Josef-von-Sternberg-Preis für De platte jungle
- 1988 – Goldenes Kalb/Kulturpreis (niederländischer Filmpreis für sein Werk)
- 1988 – Grand Prix des Filmfestival Brüssel für Het Oog boven de Put
- 1991 – Goldenes Kalb/Bester langer Dokumentarfilm auf dem Niederländischen Filmfestival für Face Value
- 1991 – Preis der Niederländischen Filmkritik für Face Value
- 1994 – Großer Preis der Biennale Internationale du Film sur l'Art (Paris) für Lucebert, tijd en afscheid
- 1994 – Goldenes Kalb/Bester kurzer Dokumentarfilm des niederländischen Filmfestivals für Lucebert, tijd en afscheid
- 1994 – Capi-Lux Alblas Preis für das fotografische Werk
- 1996 – Prijs van de Cinémas de Recherche
- 1996 – Grolsch Prijs auf dem Niederländischen Filmfestival für Amsterdam Global Village
- 1997 – Erster Preis des Filmfestivals München für Amsterdam Global Village
- 1997 – Cinema Recherche Award auf dem Marseiller Festival des Dokumentarfilms für Amsterdam Global Village
- 1999 – Prix Literaire der französischen Filmkritik
- 1999 – Persistence of Vision Award auf dem San Francisco International Film Festival für sein Lebenswerk
- 1999 – Silver Spire Award des San Francisco International Filmfestival für De Grote Vakantie
- 2000 – Bert-Haanstra-Oeuvre-Preis
- 2000 – Ökumenischer Preis des San Francisco International Film Festival
- 2000 – Preis der Berlinale
- 2000 – Ehrenpreis des Dokumentarfilmfestival Thessaloniki
- 2000 – Grand Prix der Nyon Visions du Réel für De Grote Vakantie

## Filmographie
- 1957 – Paris a l'Aube
- 1960 – Een zondag (Ein Sonntag)
- 1960 – Even stilte (Ein Moment Stille)
- 1962 – Lucebert, dichter-schilder (Lucebert, Dichter-Maler) Über Lucebert.
- 1962 – Yrrah Über den Cartoonisten Yrrah.
- 1962 – Tajiri Über den Maler und Bildhauer Shinkichi Tajiri.
- 1962 – Opland Über den Zeichner Opland.
- 1963 – De oude dame (Die alte Dame)
- 1964 – Indische jongen (Indonesischer Junge)
- 1964 – Blind kind (Blindes Kind)
- 1965 – Beppie
- 1965 – Vier muren (Vier Mauern)
- 1965 – In 't nest met de rest (Ins Nest mit dem Rest)
- 1966 – Herman Slobbe / Blind Kind II (Herman Slobbe / Blindes Kind II)
- 1967 – Big Ben: Ben Webster in Europe
- 1967 – Een film voor Lucebert (Ein Film für Lucebert) Über Lucebert.
- 1968 – De tijdgeest (Der Zeitgeist)
- 1968 – De poes (Die Katze)
- 1968 – De straat is vrij (Die Straße ist frei)
- 1970 – De snelheid 40/70 (Velocity 40/70)
- 1970 – Beauty (Privat Dick)
- 1972 – Dagboek (Tagebuch) Erster Teil des Nord-Süd-Triptychons.
- 1973 – Vietnam opera (Vietnam Oper)
- 1973 – De muur (Die Mauer)
- 1973 – Het Witte Kasteel (Das weiße Schloß) Zweiter Teil des Nord-Süd-Triptychons.
- 1973 – Het leesplankje (Die Lesestunde)
- 1973 – Bert Schierbeek / De deur (Bert Schierbeck / Die Tür)
- 1974 – Vakantie van een filmer (Ferien eines Filmemachers)
- 1974 – De nieuwe ijstijd (Die neue Eiszeit) Dritter Teil des Nord-Süd-Triptychons.
- 1975 – De Palestijnen (Die Palästinenser)
- 1976 – Voorjaar (Frühling)
- 1976 – Doris Schwert / Frankfurt Auskopplung aus Vorjaar.
- 1977 – Maarten en de contra-bas (Marten und der Kontrabass) Über den Kontrabassisten Maarten Altena.
- 1978 – De platte jungle (Der flache Dschungel)
- 1980 – De meester en de reus (Der Meister und der Riese)
- 1980 – Amsterdam Kinkerstraat 30 april 1980
- 1981 – De weg naar het zuiden (Der Weg nach dem Süden)
- 1982 – De beeldenstorm (Der Bildersturm)
- 1983 – De tijd (Die Zeit)
- 1984 – Speelgoed (Spielzeug)
- 1986 – I love dollars
- 1986 – The unanswered question
- 1986 – Natte voeten in Hongkong (Nasse Füße in Hongkong)
- 1988 – Het oog boven de put (Das Auge über dem Brunnen)
- 1989 – Homage for Hubert Bals
- 1990 – Het masker (Die Maske)
- 1991 – Face value
- 1993 – Sarajevo Film Festival Film
- 1993 – Bewogen koper (Beweglicher Käufer)
- 1994 – Hexagon – On animal location
- 1994 – Lucebert, tijd en afscheid (Lucebert, Zeit und Abschied) Über Lucebert.
- 1996 – Amsterdam global village
- 1997 – Amsterdam afterbeat
- 1997 – To Sang fotostudio
- 1998 – Laatste woorden: Mijn zusje Joke (1935-1997) (Letzte Worte: Meine Schwester Joke)
- 2000 – Napels
- 2000 – Temps/Travail
- 2000 – De Grote Vakantie (Die großen Ferien)
- 2002 – Onvoltooid tegenwoordig Fragment.